# Aromaterapija
Aromaterapija, dio fitoterapije, kontrolirano je korištenje eteričnih ulja i esencija u svrhu očuvanja zdravlja duha, tijela i uma, te liječenja i prevencije bolesti.

## Povijest
Pojam "aromaterapija" uveo je francuski kemičar Rene Maurice Gattefosse je 1920. g., kada je napisao prvu tezu o aromaterapiji, nakon što si je uspješno zaliječio tešku opekotinu na ruci nastalu zbog eksplozije kemikalija u laboratoriju. Naime, on je opečenu ruku uronio u posudu s lavandinim uljem. Nakon što se brzo i uspješno oporavio - zainteresirao se za djelovanje eteričnih ulja i tako je nastala moderna aromaterapija.
U Francuskoj su se novom naukom počeli baviti farmaceuti i liječnici (1978. g. dr. Paul Balaiche objavljuje studiju o kliničkoj uporabi eteričnih ulja u liječenju infekcijskih i degenerativnih bolesti), pa se stvorio pravac u medicini koji određene bolesti liječi oralnim unošenjem eteričnih ulja u organizam.
Francuski kemičar Henri Viaud je 1980-ih godina objavio kriterije čistoće i kvalitete koje eterična ulja moraju zadovoljavati da bi bila pogodna za uporabu u medicinske svrhe.
U Engleskoj pak, eteričnim uljem više su se bavili pomoćni medicinski kadrovi - medicinske sestre i njegovateljice, pa je tako nastala aromamasaža i drugi načini unošenja eteričnih ulja u organizam.
Službena medicina u Hrvatskoj priznaje aromaterapiju kao svoju komplementarnu granu. Dakle, ona ne liječi, već pomaže spriječiti nastanak bolesti ili ubrzati i poboljšati oporavak nakon bolesti.
U Hrvatskoj je 2000.godine otvorena prvo Hrvatsko Učilište za Aromaterapiju. Otvorila ju je Zrinka Jezdić.

## Osobine
Eterična ulja su hlapljive smjese različitih spojeva karakterističnog mirisa i okusa. Nastaju kao metabolički produkt biljke i nalaze se u korijenu, kori, listovima, cvjetovima, sjemenkama, plodovima. Eterična ulja su zapravo destilirane esencije.
Sastav ulja pojednih biljaka određuje se ne samo prema vrsti i staništu, već i po klimatskim, pedološkim i drugim karakteristikama okoliša, ali i po načinu izdvajanja eteričnog ulja iz biljke.
Sam sastav je smjesa spojeva monoterpena, fenilpropana, seskviterpena i drugih sličnih spojeva.

## Način dobivanja eteričnog ulja
- Metoda istiskivanja - najviše se koristi kod citrusnih plodova poput limuna ili naranče, čime se dobiva esencija neke biljke.

- Destilacija vodenom parom - postupak se temelji na prolasku vodene pare kroz dijelove biljke. Para prenosi aromatske molekule koje se hlađenjem kondenziraju u eterično ulje, koje se nakon kondenziranja odvaja od vode i ostaje aromatska voda ili hidrolat.

- Ekstrakcija pomoću otapala - ulja se dobivaju ekstrakcijom pomoću otapala (alkohol, benzen, eter i druga)

## Primjena
- Dermalno (pripravci za dermalnu primjenu, kupke, oblozi, masaža)
- Oralno
- Inhalacijski
- Vaginalno
- Rektalno